# Kameoka (Kioto)
Kameoka (亀岡市 Kameoka-shi?) es una ciudad localizada en la prefectura de Kioto, Japón. En junio de 2019 tenía una población de 87.201 habitantes y una densidad de población de 388 personas por km². Su área total es de 224,80 km².
La ciudad fue fundada el 1 de junio de 1955.

## Geografía

### Localidades circundantes
- Prefectura de Kioto
  - Kioto
  - Nantan
- Prefectura de Osaka
  - Ibaraki
  - Takatsuki
  - Nose
  - Toyono

## Demografía
Según datos del censo japonés, la población de Kameoka se ha mantenido estable en los últimos años.
| Año del censo | Población |
| ------------- | --------- |
| 1995          | 92.398    |
| 2000          | 94.555    |
| 2005          | 93.996    |
| 2010          | 92.399    |
| 2015          | 89.479    |